# Iris Raether-Lordieck

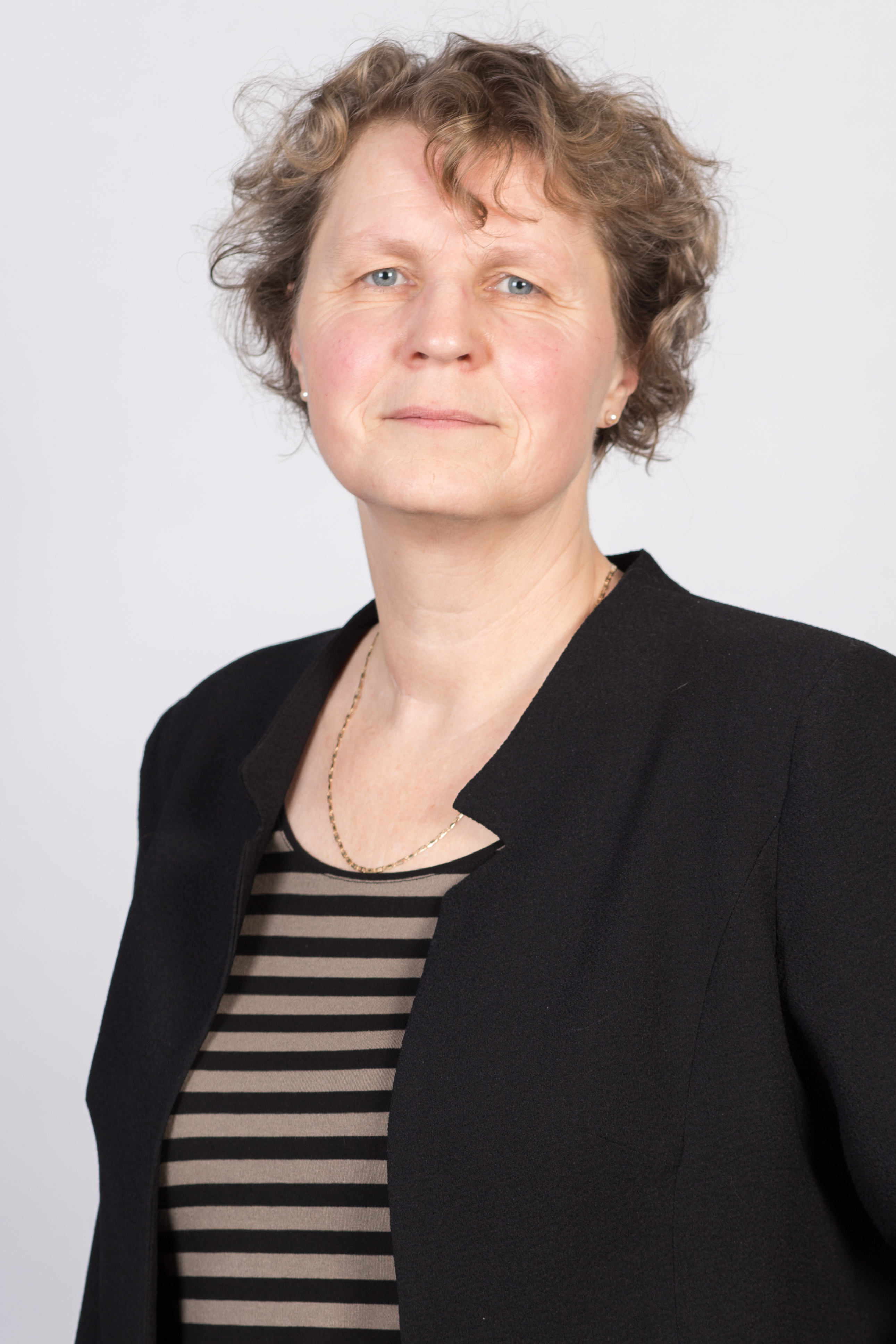
Iris Raether-Lordieck 2016

Iris Raether-Lordieck (* 5. Februar 1961 in Rotenburg (Wümme)) ist eine deutsche Politikerin und ehemalige Abgeordnete im Sächsischen Landtag (SPD).
Iris Raether-Lordieck studierte textile Verfahrenstechnik mit Abschluss als Dipl.-Ing. (FH). Sie war zunächst in der Textilindustrie tätig und hat sich dann in ihrem Arbeitsgebiet selbständig gemacht.
Sie gehört als Fraktionsvorsitzende ihrer Partei dem Stadtrat von Limbach-Oberfrohna an und wurde bei der Landtagswahl in Sachsen 2014 über die Landesliste gewählt, dem sie bis 2019 angehörte.